# Trochosippa kaswabilengae
Trochosippa kaswabilengae là một loài nhện trong họ Lycosidae.
Loài này thuộc chi Trochosippa. Trochosippa kaswabilengae được Carl Friedrich Roewer miêu tả năm 1960.